# Thomas J. O’Malley
Thomas J. O’Malley (* 1868 in Menasha, Wisconsin; † 27. Mai 1936 in Hot Springs, Arkansas) war ein US-amerikanischer Politiker. Zwischen 1933 und 1936 war er Vizegouverneur des Bundesstaates Wisconsin.

## Werdegang
Thomas J. O’Malley war der Vater des Kongressabgeordneten Thomas O’Malley (1903–1979). Sein Enkel Terence O’Malley ist Abgeordneter im Repräsentantenhaus von Florida. Er arbeitete für die Eisenbahngesellschaft North Western Railroad als Schaffner. Politisch schloss er sich der Demokratischen Partei an.
1932 wurde O’Malley an der Seite von Albert G. Schmedeman zum Vizegouverneur von Wisconsin gewählt. Dieses Amt bekleidete er nach einer Wiederwahl zwischen 1933 und seinem Tod am 27. Mai 1936. Dabei war er Stellvertreter des Gouverneurs und Vorsitzender des Staatssenats. Seit 1935 diente er unter Schmedemans Nachfolger Philip La Follette. Für das Jahr 1936 plante er eine Kandidatur für das Amt des Gouverneurs. Dazu sollte es aber nicht mehr kommen, da er überraschend an einem Herzanfall verstarb.